# ジャヴァド・ラメザニ
ジャヴァド・ラメザニ（ペルシア語: جواد رمضانی、Javad Ramezani、1993年6月9日 - ）は、イラン・ラフサンジャーン出身のサッカー選手。2013年7月から2017年7月までメス・ラフサンジャーンに所属、2017年8月1日にニローイェ・ザーミニーに転じ、2019年まで在籍した後、2019年7月7日に再びメス・ラフサンジャーンに転じた。ポジションはFW。